# Zoran Janković (pallanuotista)
Zoran Janković (in serbo Зоран Јанковић?; Zenica, 8 gennaio 1942 – Belgrado, 25 maggio 2002) è stato un pallanuotista jugoslavo, vincitore di una medaglia d'oro a Città del Messico 1968 ed una d'argento a Tokyo 1964.

## Palmarès

### Club

#### Trofei nazionali
- Campionato jugoslavo: 6

Partizan: 1963, 1964, 1965, 1966, 1968, 1970
- Campionato jugoslavo d'inverno: 2

Mladost: 1960, 1961

#### Trofei internazionali
- Coppa dei Campioni: 4

Partizan: 1963-64, 1965-66, 1966-67, 1970-71